# Antagonista de receptor canabinoide
Um antagonista de receptor canabinoide, também conhecido simplesmente como antagonista canabinoide ou como anticanabinoide, é um tipo de droga canabinoidérgica que se liga aos receptores canabinoides (CBR) e impede sua ativação por endocanabinoides. Eles incluem antagonistas, agonistas inversos e anticorpos de CBRs. A descoberta do sistema endocanabinoide levou ao desenvolvimento de antagonistas do receptor CB1. O primeiro agonista inverso de CBR, o rimonabanto, foi descrito em 1994. O rimonabanto bloqueia seletivamente o receptor CB1 e demonstrou diminuir a ingestão de alimentos e regular o ganho de peso corporal. A prevalência da obesidade em todo o mundo está aumentando drasticamente e tem um grande impacto na saúde pública. A falta de medicamentos eficientes e bem tolerados para curar a obesidade levou a um maior interesse na pesquisa e no desenvolvimento de antagonistas do CBR. O canabidiol (CBD), um canabinóide de ocorrência natural e um antagonista não competitivo do receptor CB1/CB2, bem como a Δ9-tetrahidrocanabivarina [en] (THCV), um canabinóide de ocorrência natural, modulam os efeitos do THC por meio do bloqueio direto dos receptores canabinóides CB1, comportando-se, portanto, como agonistas inversos do receptor CB1 de primeira geração, como o rimonabanto. O CBD é um ligante de CB1 de afinidade muito baixa, que pode, no entanto, afetar a atividade do receptor CB1 in vivo de forma indireta, enquanto o THCV é um ligante do receptor CB1 de alta afinidade e um antagonista potente in vitro, mas só ocasionalmente produz efeitos in vivo resultantes do antagonismo do receptor CB1. O THCV também tem alta afinidade pelos receptores CB2 e sinaliza como um agonista parcial, diferindo do CBD e do rimonabanto.

## Histórico

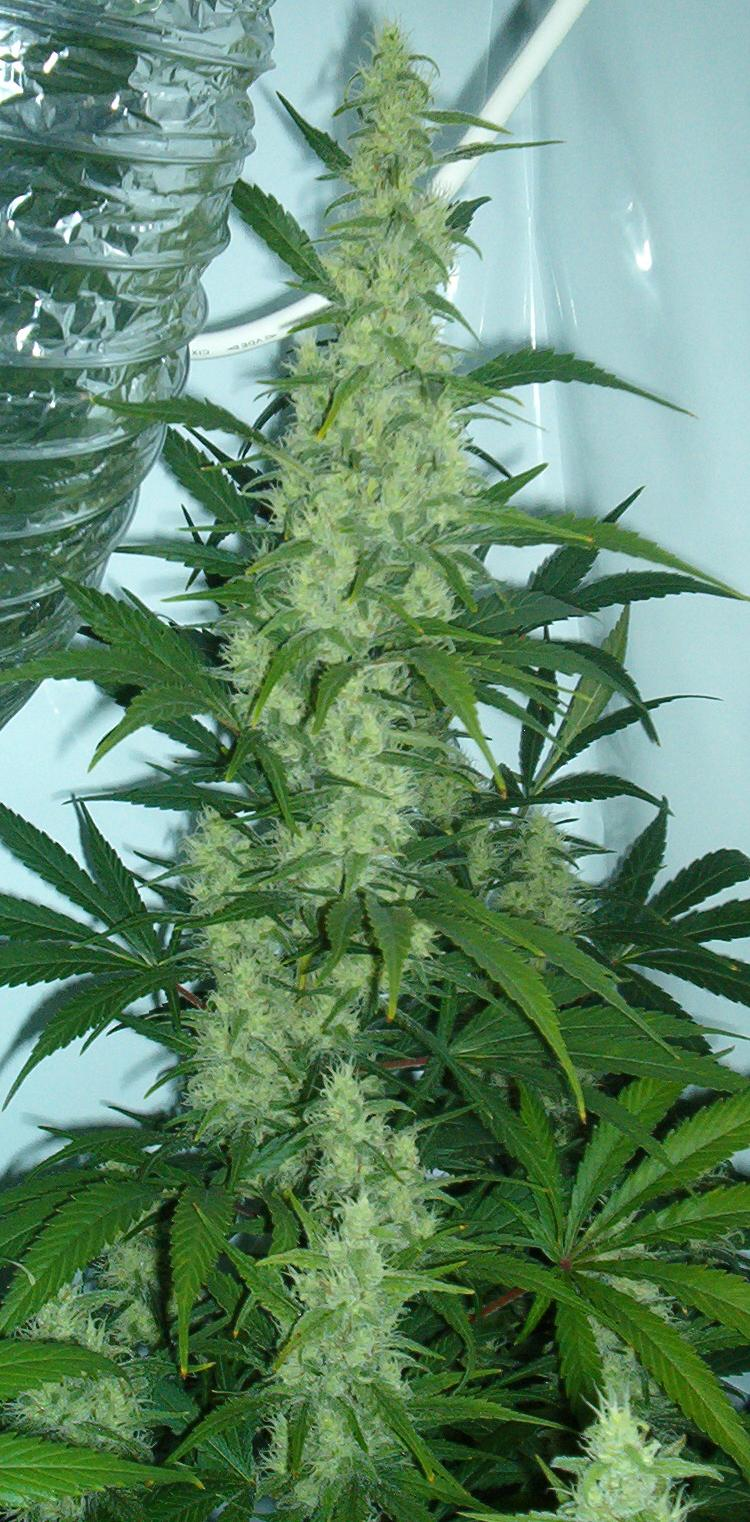
Planta de cannabis

Durante séculos, o haxixe e a maconha do cânhamo indiano Cannabis sativa L. foram usados para fins medicinais e recreativos. Em 1840, Schlesinger S. foi aparentemente o primeiro pesquisador a obter um extrato ativo das folhas e flores do cânhamo. Alguns anos mais tarde, em 1848, Decourtive E. descreveu a preparação de um extrato de etanol que, após a evaporação do solvente, produzia uma resina escura, que ele chamou de “cannabin”. Em 1964, o principal constituinte ativo da C. sativa L., o Δ9-tetrahidrocanabinol (THC), foi isolado e sintetizado pelo laboratório de Mechoulam. Dois tipos de receptores de canabinoides, CB1 e CB2, responsáveis pelos efeitos do THC, foram descobertos e clonados no início da década de 1990. Depois que os receptores de canabinoides foram descobertos, tornou-se importante estabelecer se seus agonistas ocorrem naturalmente no corpo. Essa pesquisa levou à descoberta do primeiro canabinoide endógeno (endocanabinoide), a anandamida (araquidonoil etanolamida). Posteriormente, foram encontrados outros endocanabinoides, como o 2-AG [en] (2-araquidonoilglicerol). Essas descobertas levantaram outras questões sobre o papel farmacológico e fisiológico do sistema canabinoide. Isso reavivou a pesquisa sobre os antagonistas dos receptores canabinoides, que deveriam ajudar a responder a essas perguntas. O uso do agonista canabinoide, o THC, em suas diversas preparações para aumentar o apetite é um fato bem conhecido. Esse fato levou à extensão lógica de que o bloqueio dos receptores canabinoides poderia ser útil para diminuir o apetite e a ingestão de alimentos. Descobriu-se então que o bloqueio do receptor CB1 representava um novo alvo farmacológico. O primeiro antagonista/agonista inverso específico do receptor CB1 foi o rimonabanto, descoberto em 1994.

## Endocanabinoides e seu sistema de sinalização
O sistema canabinoide endógeno inclui receptores canabinoides, seus ligantes endógenos (endocanabinoides) e enzimas para sua síntese e degradação.
Há dois tipos principais de receptores associados ao sistema de sinalização endocanabinoide: o receptor canabinoide 1 (CB1) e 2 [en] (CB2). Ambos os receptores são receptores acoplados à proteína G (GPCRs) de 7 transmembranas que inibem o acúmulo de monofosfato de adenosina cíclico nas células. Os receptores CB1 estão presentes em maior concentração no cérebro, mas também podem ser encontrados na periferia. Os receptores CB2 estão localizados principalmente nos sistemas imunológico e hematopoiético.
Os endocanabinoides são eicosanoides que atuam como agonistas dos receptores de canabinoides e ocorrem naturalmente no corpo. Os processos relacionados aos receptores de canabinoides estão, por exemplo, envolvidos na cognição, memória, ansiedade, controle do apetite, emese, comportamento motor, respostas sensoriais, autonômicas, neuroendócrinas e imunológicas e efeitos inflamatórios. Há dois endocanabinoides bem caracterizados localizados no cérebro e na periferia. O primeiro identificado foi a anandamida (araquidonoil etanolamida), e o segundo foi o 2-AG (2-araquidonoil glicerol). Outros endocanabinoides incluem a virodamina [en] (O-araquidonoil etanolamina), o éter de noladina [en] (éter 2-araquidonoil gliceril) e o NADA [en] (N-araquidonoil dopamina).

## Mecanismo de ação

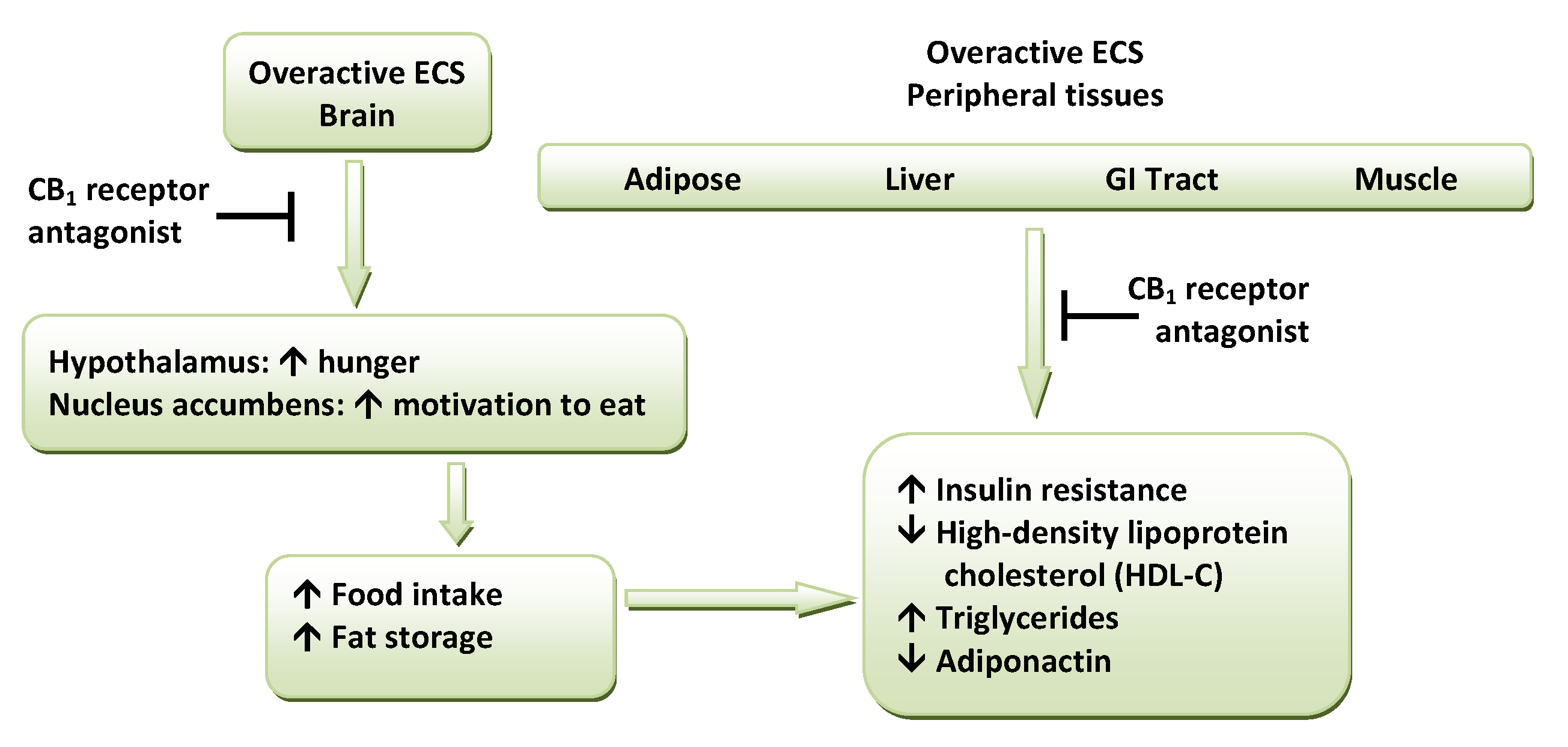
Figura 1: Modelo hipotético para os efeitos metabólicos dos antagonistas do receptor CB_{1}. (ECS = sistema endocanabinoide)

Os receptores CB1 são acoplados por meio de proteínas Gi/o e inibem a adenilil ciclase e ativam a proteíno-quinases ativadas por mitógenos (MAP). Além disso, os receptores CB1 inibem os canais de cálcio pré-sinápticos do tipo N e P/Q e ativam os canais de potássio de retificação interna. Os antagonistas de CB1 produzem efeitos canabimiméticos inversos que são opostos aos produzidos pelos agonistas desses receptores.
Os receptores CB1 são altamente expressos em áreas hipotalâmicas que estão envolvidas no controle central da ingestão de alimentos e no comportamento alimentar. Isso indica fortemente que o sistema canabinoide está diretamente envolvido na regulação da alimentação. Essas regiões também estão interconectadas com a via da dopamina mesolímbica, o chamado sistema de “recompensa”. Portanto, os antagonistas de CB1 podem inibir indiretamente as propriedades de recompensa dos alimentos mediadas pela dopamina. Os receptores periféricos de CB1 estão localizados no trato gastrointestinal (GI), no fígado e no tecido adiposo. No GI, os receptores CB1 estão localizados em terminais nervosos nos intestinos. Os endocanabinoides agem nos receptores CB1 para aumentar a fome e promover a alimentação, e especula-se que eles diminuam o peristaltismo intestinal e o esvaziamento gástrico. Assim, o antagonismo desses receptores pode inverter esses efeitos. Além disso, nos tecidos periféricos, o antagonismo dos receptores CB1 aumenta a sensibilidade à insulina e a oxidação de ácidos graxos nos músculos e no fígado. Um esquema hipotético para os efeitos metabólicos dos antagonistas dos receptores CB1 é mostrado na Figura 1.

## Projeto do medicamento
A primeira abordagem para desenvolver antagonistas de canabinoides no final da década de 1980 foi modificar a estrutura do THC, mas os resultados foram decepcionantes. No início da década de 1990, uma nova família de agonistas canabinoides foi descoberta a partir do fármaco anti-inflamatório não esteroide (AINE) pravadolina [en], o que levou à descoberta de antagonistas aminoalquilindoles com algum sucesso, mas limitado. Como a pesquisa baseada na estrutura dos agonistas foi decepcionante, não foi surpresa que o primeiro antagonista canabinoide potente e seletivo pertencesse a uma família química totalmente nova. Em 1994, o primeiro antagonista canabinoide seletivo, SR141716 (rimonabanto), foi introduzido pela Sanofi, pertencente a uma família de 1,5-diarilpirazóis.

### Rimonabanto

Figura 2: Estrutura química do rimonabanto

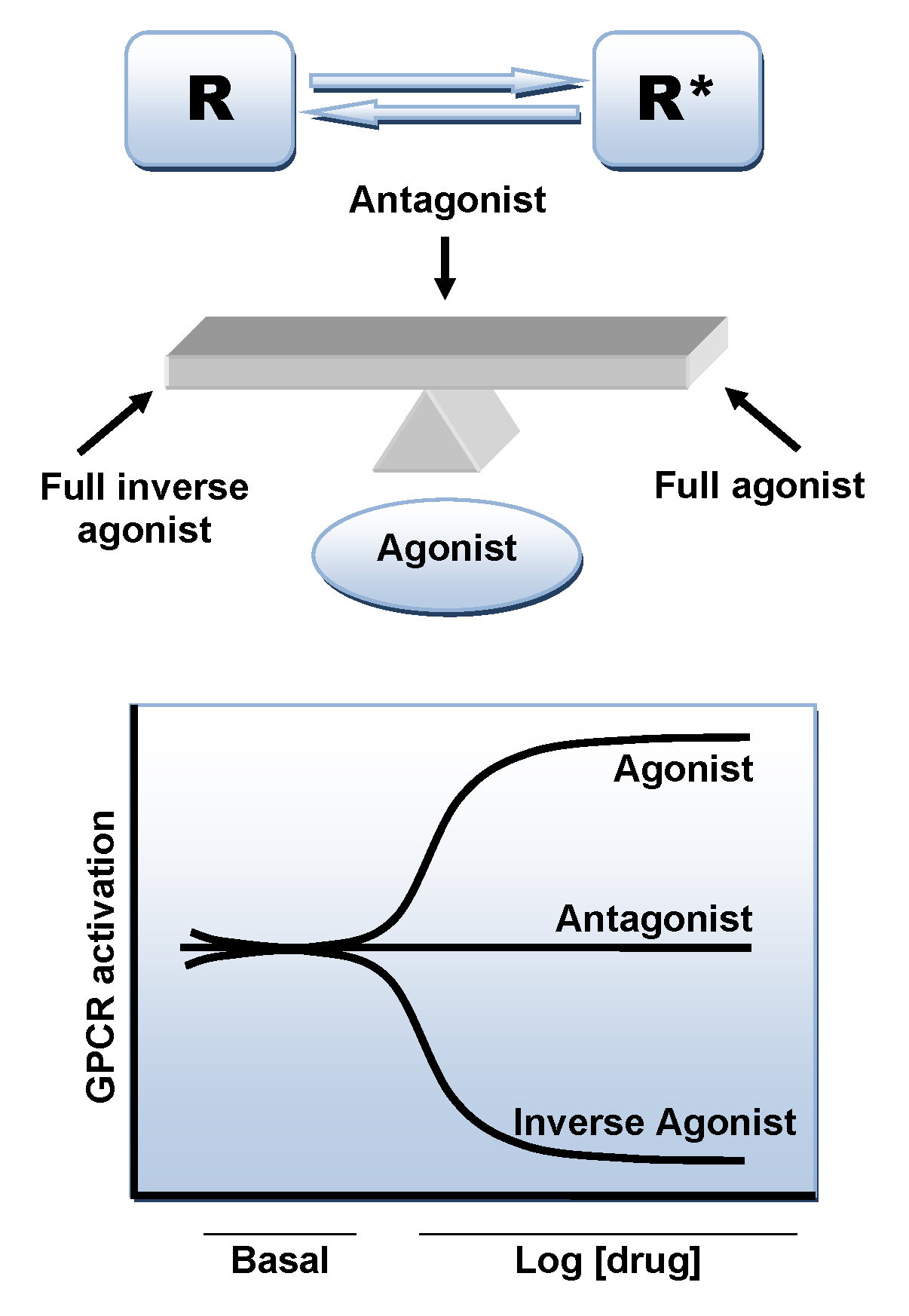
Figura 3: Representação esquemática do modelo de dois estados da ativação do receptor CB1, no qual os receptores estão em equilíbrio entre dois estados, ativo e inativo (R* e R)

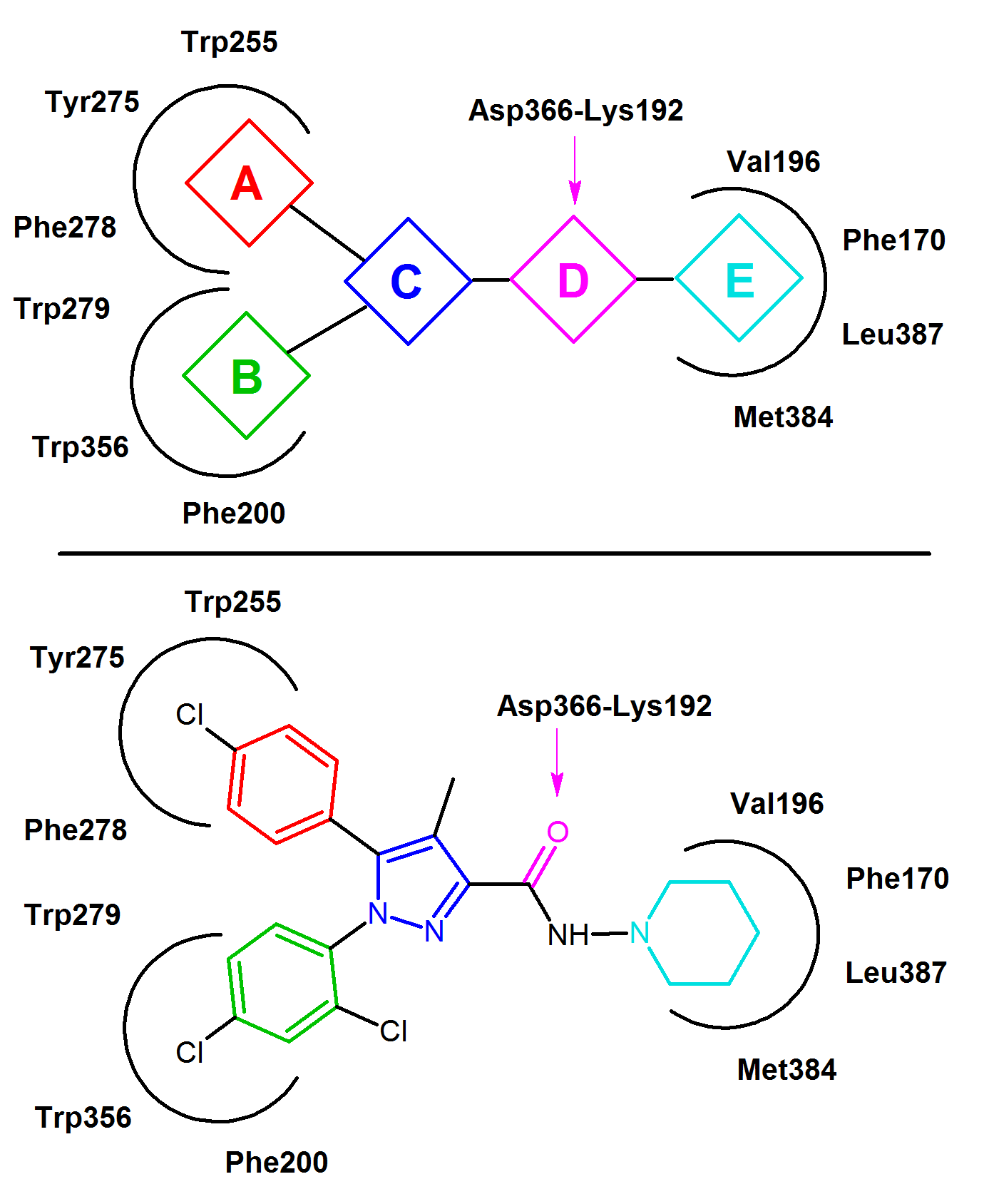
Figura 4: Um modelo geral de farmacóforo agonista inverso do receptor CB1. São mostrados os resíduos putativos da cadeia lateral de aminoácidos do receptor CB1 na interação receptor-ligante. O rimonabanto é tomado como um exemplo representativo abaixo. As cores aplicadas indicam as propriedades mútuas com o farmacóforo CB1 geral

O rimonabanto, também conhecido pelo nome sistemático [N-(piperidin-1-il)-5-(4-clorofenil)-1-(2,4-diclorofenil)-4-metil-1H-pirazol-3-carboxamida-cloridrato)], é um antagonista do receptor CB1 1,5-diarilpirazol (Figura 2). O rimonabanto não é apenas um ligante potente e altamente seletivo do receptor CB1, mas também é ativo por via oral e antagoniza a maioria dos efeitos dos agonistas canabinoides, como o THC, tanto in vitro quanto in vivo. O rimonabanto demonstrou clara eficácia clínica no tratamento da obesidade.

### Ligação
A ligação de um ligante agonista ao receptor CB1 provoca uma mudança conformacional e leva ao estado ativo do receptor, que é responsável pela transdução do sinal. Entretanto, há um mecanismo adicional que pode levar ao estado ativo na ausência de ligante. Como vários outros GPCRs, o receptor CB1 apresenta um alto nível de atividade constitutiva e, portanto, pode adotar espontaneamente um estado conformacional ativo na ausência de ligação ao agonista, mantendo níveis basais elevados de sinalização intracelular. Isso pode ser explicado pelo modelo de dois estados de ativação do receptor, no qual os receptores estão em equilíbrio entre dois estados, ativo e inativo (R* e R). Um agonista estabilizará o estado ativo levando à ativação, um antagonista neutro se liga igualmente aos estados ativo e inativo, enquanto um agonista inverso estabilizará preferencialmente o estado inativo (Figura 3).
Em muitos casos, foi relatado que o rimonabanto se comporta como um agonista inverso, e não como um antagonista neutro, e é provável que ele se ligue preferencialmente ao estado inativo do CB1, diminuindo assim a ativação da via de sinalização. A principal interação de ligação é uma ligação de hidrogênio formada entre o grupo carbonila do rimonabanto e o resíduo Lys192 do receptor CB1. Essa ligação estabiliza a ponte de sal Lys192-Asp366 da extremidade intracelular das hélices transmembrana 3 e 6 (Figura 4). Essa ponte salina específica está presente no estado inativo do receptor, mas ausente no estado ativo.
No estado inativo do CB1, o rimonabanto se liga dentro do microdomínio aromático transmembrana-3-4-5-6. A ligação do rimonabanto envolve interações diretas de empilhamento aromático entre seu anel 2,4-diclorofenil e os resíduos Trp279/Phe200/Trp356 de um lado e o anel para-clorofenil e os resíduos Tyr275/Trp255/Phe278 do outro lado. A porção piperidinil lipofílica se encaixa perfeitamente em uma cavidade formada pelos resíduos de aminoácidos Val196/Phe170/Leu387 e Met384 (Figura 4).

### Farmacóforo
A maioria dos antagonistas de CB1 relatados até o momento são análogos próximos ou isósteros [en] do rimonabanto. Um modelo geral de farmacóforo agonista inverso de CB1 pode ser extraído das características comuns desses análogos, os diarilpirazóis (Figura 4). Esse farmacóforo contém um núcleo cíclico, C, (por exemplo, pirazol no rimonabanto). Uma unidade aceitadora de ligação de hidrogênio, D, conecta C com uma parte lipofílica cíclica, E. Em alguns casos, a unidade E se conecta diretamente a C. Na Figura 4, o rimonabanto é usado como exemplo. A unidade A representa um grupo 4-clorofenil e a unidade B um anel 2,4-diclorofenil. A unidade C é o anel pirazol central e a unidade D representa o grupo carbonila que serve como aceitador da ligação de hidrogênio. A unidade E representa uma porção lipofílica de aminopiperidinil.

### Relações estrutura-atividade
A ligação ideal ao receptor CB1 requer um anel fenil para-substituído na posição 5 do pirazol. O 5-substituinte do pirazol está envolvido no reconhecimento e antagonismo do receptor. O para-substituinte do anel fenil pode ser cloro, bromo ou iodo, mas foi demonstrado que uma cadeia alquil também pode ser tolerada. A numeração do anel pirazol central é mostrada na Figura 2.
Um anel fenil 2,4-dicloro-substituído na posição 1 do pirazol é o preferido para afinidade e também para a atividade. Foi demonstrado que halogênios adicionais nesse anel fenil diminuem a afinidade.
Também é favorável ter uma substituição de anel no grupo 3-carboxamida, como o grupo 1-piperidinil no rimonabanto. A substituição do substituinte amino piperidinil por amidas alquílicas, éteres, cetonas, álcoois ou alcanos resultou principalmente em diminuição da afinidade. A substituição do piperidinil por pentil ou uma cadeia de heptil deu aos compostos propriedades agonísticas. Com base nesses resultados, concluiu-se que a posição 3 do pirazol parece estar envolvida no agonismo, enquanto as posições 1, 4 e 5 parecem estar envolvidas no antagonismo.
A pesquisa demonstrou que a ausência do oxigênio carboxamida resulta em menor afinidade. Além disso, a presença do oxigênio da carboxamida contribui para conferir as propriedades agonistas inversas, enquanto os análogos sem esse oxigênio são considerados antagonistas neutros. Esses resultados apoiam a hipótese de que o oxigênio da carboxamida forma uma ligação de hidrogênio com o resíduo Lys192 no receptor CB1.

### Derivados de diarilpirazol
Os análogos do SR141716 (rimonabanto) foram recentemente descritos por vários grupos, levando a uma boa compreensão da relação estrutura-atividade (SAR) dentro desse grupo químico. Embora a maioria dos compostos descritos seja menos potente do que o SR141716, vale a pena mencionar dois deles, o SR147778 e o AM251, embora ambos também possam ter ação nos receptores opioides mu.
O SR147778 (surinabanto [en]), um antagonista de segunda geração, tem uma duração de ação mais longa do que o rimonabanto e maior atividade oral. Essa maior duração de ação provavelmente se deve à presença do grupo etil, mais estável metabolicamente, na posição 4 de seu anel pirazol. Outra alteração é a substituição do substituinte de cloro 5-fenil por bromo.
O derivado de diarilpirazol, AM251, foi descrito onde o substituinte de cloro foi substituído por iodo na posição para do anel 5-fenil. Esse derivado pareceu ser mais potente e seletivo do que o rimonabanto.
Foram sintetizados 21 análogos que possuíam uma alquil amida ou uma alquil hidrazida de comprimentos variantes na posição 3. Foi observado que a afinidade aumenta com o aumento do comprimento da cadeia carbônica até cinco carbonos. Além disso, os análogos de amida apresentaram maior afinidade do que os análogos de hidrazida. No entanto, nenhum desses análogos apresentou afinidade significativamente maior do que o rimonabanto, mas, ainda assim, foram ligeiramente mais seletivos do que o rimonabanto para o receptor CB1 em relação ao receptor CB2.
Várias tentativas foram feitas para aumentar a afinidade dos derivados de diarilpirazol por meio da rigidificação da estrutura do rimonabanto. Em termos do modelo geral de farmacóforo, as unidades A, B e/ou C são conectadas por ligações adicionais que levam a moléculas rígidas. Por exemplo, o pirazol policíclico condensado NESS-0327 apresentou 5000 vezes mais afinidade pelo receptor CB1 do que o rimonabanto. Entretanto, esse composto possui uma biodisponibilidade central ruim.
Outro composto, o derivado de indazol O-1248, pode ser considerado um análogo do rimonabanto, em que seu grupo 5-aril é fundido à porção pirazol. Entretanto, essa modificação estrutural resultou em uma diminuição de 67 vezes na afinidade do receptor CB1.
Esses derivados de diarilpirazol do rimonabanto estão resumidos na Tabela 1.
|           |        |
| SR147778  | AM251  |
|           |        |
| NESS-0327 | O-1248 |

### Outros derivados
Estruturalmente diferente dos 1,5-diarilpirazóis é a série química das 3,4-diarilpirazolinas. Dentro dessa série está o SLV-319 (ibipinabanto [en]), um potente antagonista de CB1 que é cerca de 1.000 vezes mais seletivo para CB1 em comparação com CB2 e apresenta atividade in vivo semelhante ao rimonabanto.
Outra abordagem usada para desenvolver análogos do rimonabanto foi a substituição do anel pirazol central por outro heterociclo. Um exemplo dessa abordagem são os 4,5-diarilimidazóis e 1,5-diarilpirrol-3-carboxamidas.
Foi relatado um grande número de derivados bicíclicos fundidos de diaril-pirazol e imidazóis. Um exemplo disso é um derivado de purina em que um anel de pirimidina é fundido a um anel de imidazol. Otenabanto [en] (CP-945.598) é um exemplo de um derivado bicíclico fundido desenvolvido pela Pfizer.
Vários grupos de pesquisa estudaram bioisósteres de pirazol com seis anéis. Por exemplo, um derivado de 2,3-diarilpiridina demonstrou ser um agonista inverso CB1 potente e seletivo. A estrutura desse composto demonstra a possibilidade de que a porção amida do rimonabanto possa ser dividida em uma funcionalidade lipofílica (benziloxi) e uma polar (nitrila). Outros análogos de anéis de seis membros são, por exemplo, as pirimidinas e as pirazinas.
Além dos análogos de anéis de cinco e seis membros, há outros derivados cíclicos, como as azetidinas. Um exemplo é o derivado de azetidina metilsulfonamida, que tem um grupo 1,1-diaril que imita a porção 1,5-diaril dos diarilpirazóis. O grupo sulfonil serve como um aceitador de ligação de hidrogênio. O grupo 1,1-diaril também está presente em derivados como os benzodioxóis e as hidantoínas [en].
Análogos acíclicos também foram relatados. Esses análogos contêm um motivo 1,2-diaril que corresponde aos substituintes 1,5-diaril do rimonabanto. Um exemplo de um análogo acíclico é o taranabanto (MK-0364) desenvolvido pela Merck.
A determinação das estruturas cristalinas dos receptores CB1 e CB2 facilitou o projeto de antagonistas de CBR estruturalmente diferentes.
Os representantes desses análogos estão resumidos na Tabela 2.
Tabela 2 Representantes de derivados não diarilpirazóis
|                    |                                                        |                                 |                                  |
| Tipo de derivado   | 3,4-Diarilpirazolina (Ibipinabanto)                    | 4,5-Diarilimidazol              | 1,5-Diarilpirrole-3-carboxamidas |
|                    |                                                        |                                 |                                  |
| Type of derivative | Purina (anel de pirimidina fundido a um anel imidazol) | Derivado de purina (Otenabanto) | 2,3-Diarilpiridina               |
|                    |                                                        |                                 |                                  |
| Tipo de derivado   | Pirimidina                                             | Pirazina                        | Metilsulfonamida azetidina       |
|                    |                                                        |                                 |                                  |
| Tipo de derivado   | Benzodioxol                                            | Hidantoína                      | Derivado acíclico (Taranabanto)  |

### Anticorpos contra o receptor CB1
Anticorpos contra o receptor CB1 foram desenvolvidos e introduzidos para uso clínico na Rússia. Eles incluem a brizantina (russo: Бризантин) e a dietressa (russo: Диетресса). A brizantina é indicada para o tratamento de abstinência de nicotina e cessação do tabagismo e a dietressa é indicada para perda de peso. A dietressa está disponível sem receita na Rússia.

## Status atual
O rimonabanto (Acomplia) foi aprovado na União Europeia (UE) desde junho de 2006 para o tratamento da obesidade. Em 23 de outubro de 2008, a Agência Europeia de Medicamentos (EMEA) recomendou a suspensão da autorização de comercialização na UE para o Acomplia da Sanofi-Aventis com base no risco de transtornos psiquiátricos graves. Em 5 de novembro de 2008, a Sanofi-Aventis anunciou a descontinuação do programa de desenvolvimento clínico do rimonabanto.
A Sanofi-Aventis também descontinuou o desenvolvimento do surinabanto (SR147778), um antagonista do receptor CB1 para parar de fumar (31 de outubro de 2008).
A Merck declarou em seu comunicado à imprensa em 2 de outubro de 2008 que não buscará aprovação regulatória para o taranabanto (MK-0364) para tratar a obesidade e interromperá seu programa de desenvolvimento clínico de Fase III. Os dados do estudo clínico de Fase III mostraram que uma maior eficácia e mais efeitos adversos foram associados às doses mais altas de taranabanto e foi determinado que o perfil geral do taranabanto não suporta um desenvolvimento adicional para a obesidade.
Outra empresa farmacêutica, a Pfizer, encerrou o programa de desenvolvimento da Fase III de seu composto para obesidade otenabanto (CP-945.598), um antagonista seletivo do receptor CB1. De acordo com a Pfizer, sua decisão se baseou na mudança das perspectivas regulatórias sobre o perfil de risco/benefício da classe CB1 e nos prováveis novos requisitos regulatórios para aprovação.
Várias iniciativas foram publicadas para desenvolver antagonistas CB1 que têm como alvo apenas os receptores CB1 periféricos, restringindo sua capacidade de atravessar a barreira hematoencefálica. Entre essas iniciativas, a 7TM Pharma relatou o desenvolvimento do TM38837. Uma revisão foi publicada sobre as abordagens e os compostos que estão sendo buscados como bloqueadores de receptores CB1 com restrição periférica.